# دانشگاه کالوکان شرقی
 دانشگاه کالوکان شرقی (Pamantasan ng Silangan و معمولاً به اختصار UE Caloocan یا UE Cal) یک مؤسسه آموزش عالی خصوصی در کالوکان، فیلیپین است.
اداره پذیرش سیاست‌هایی را در مورد پذیرش و مقدماتی برای کنکور اجرا می‌کند. از طریق یک سیستم پذیرش آنلاین، مدارک ورودی متقاضیان سال اول، انتقال‌دهندگان، دارندگان مدرک و متقاضیان پذیرش را بررسی و پردازش می‌کند. همچنین مسئول انتخاب دانشجویان واجد شرایط برای بورسیه تحصیلی و سایر کمک‌های مالی است.